# Алести
Алести (разг. Пахклаский карьер, Пахкла) (эст. Alesti järv) — озеро в деревне Ангерья волости Кохила. Соединено каналом с рекой Ангерья. Имеется пляж и база отдыха. В озере водится много рыбы.
Алести имеет естественное происхождение, однако озеро было деформировано сначала вследствие добычи гравия, затем — вследствие благоустройства озера.